# 음력 7월 29일
음력 7월 29일은 음력 7월의 29번째 날이다.

## 문화
- 1991년 - KBS홀 개관.

## 탄생
- 1960년 - 대한민국의 정치인 추경호.
- 1963년 - 대한민국의 씨름 해설 위원 이만기.
- 1979년
  - 대한민국의 배우 안재모.
  - 대한민국의 래퍼 넋업산 (소울다이브, I.F).
- 1993년 - 대한민국의 가수 손승연.
- 2000년 - 대한민국의 가수 레이첼 (에이프릴).

## 사망
- 1846년 - 조선의 가톨릭 순교자 현석문.

## 같이 보기
- 음력 360일: 1월 2월 3월 4월 5월 6월 7월 8월 9월 10월 11월 12월
- 전날:7월 28일 다음날:7월 30일 - 전달:6월 29일 다음달:8월 29일
- 양력:7월 29일
- 음력, 윤달